# 北京动力学院
北京动力学院是西安动力学院（今西安交通大学能源与动力工程学院）的前身，1955年从北京迁往西安。

## 历史沿革
1955年北京动力学院、青岛工学院(水利系)、山东大学(土木系)、苏南工业专科学校(部分)、西北工学院(电机系、水利系)合并组建西安动力学院。
1956年交通大学主体迁往西安后与西安动力学院合并。1994年4月成立能源与动力工程学院，2004年原环境与化学工程学院主体并入能源与动力工程学院。  
学院下设热能工程系、制冷及低温工程系、流体机械及工程系、动力机械及工程系、化工过程机械系、核科学与技术系、化学工程系、环境工程系等8个系和热与流体中心、教学实验中心。